# 上野直人
上野 直人（うえの なおと、1964年 ）は、米国の腫瘍内科専門医、腫瘍分子細胞学者（M.D., Ph.D., F.A.C.P.）。テキサス大学MDアンダーソンがんセンター・乳腺腫瘍内科部門教授（Professor of Medicine）、一般社団法人オンコロジー教育推進プロジェクト常務理事。医師免許は、米国テキサス州と日本。1993年に米国一般内科専門医、1996年に腫瘍内科専門医の資格を取得。乳がん、骨髄移植、腫瘍分子細胞学、遺伝子治療を専門としている。本人自身もがん患者と公表している。
現在、がんの治療効果を最大にするための患者中心のチーム医療の普及に力をいれ、ジャパン・チームオンコロジー・プログラム (J-TOP)とAcademy of Cancer Expert (ACE) の 設立者および指導者としても活躍。また、患者・家族・一般生活者と医療者が一緒になって、がん医療の夢を語り、共有し、実現するための"マイ・オンコロジー・ドリーム"キャンペーンにも力を入れている。My Oncology Dream Campaignは、日本対がん協会とリレーフォーライフと協力して、日米のがん医療留学のための My Oncology Drea Award を毎年公募しいる。
医療とは、３つの役割が必要と主張、医療を患者に提供する、患者力を患者に与える、医療を前進させる。
座右の銘は、克己。

## 経歴
- 1964年　京都府京都市に生まれる
- 1980年　大津市立打出中学校卒業
- 1983年　滋賀県立膳所高等学校卒業
- 1989年　和歌山県立医科大学卒業 (学士)
- 1989-90年　横須賀米海軍病院にてインターン研修
- 1990-93年　米国ピッツバーグ大学付属モンテフィオーレ、プレスビテリアン病院にて一般内科研修
- 1993年　米国一般内科専門医取得
- 1993-96年　テキサス大学MDアンダーソンがんセンターにて、内科腫瘍学および幹細胞移植の研修
- 1995年　米国内科腫瘍専門医取得
- 1996-98年　米国テキサス大学MDアンダーソンがんセンター講師に就任
- 1994-99年　米国テキサス大学生物医学系大学院にて、癌の分子生物学・腫瘍分子細胞学を研究
- 1999年　腫瘍分子細胞学博士号取得 (Ph.D.)
- 1998年　米国テキサス大学MDアンダーソンがんセンター助教授に就任
- 2001年　乳がん・腎臓がん幹細胞移植プログラムリーダー
- 2002年　乳がんTranslational Research Laboratoryディレクターに任命（2005年まで）
- 2003年　米国テキサス大学MDアンダーソンがんセンター准教授に就任
- 2004年　米国テキサス大学MDアンダーソンがんセンター永代准教授に就任
- 2009年　米国テキサス大学MDアンダーソンがんセンター永代教授に九月就任
- 2011年　米国テキサス大学MDアンダーソンがんセンター炎症性乳がんとTranslational Research Breast Caner Section Chiefに6月就任
- テキサス大学MDアンダーソンがんセンターでの所属：Department of Breast Medical Oncology, Morgan Welch Inflammatory Breast Cancer Program, Department of Stem Cell Transplantation and Cellular Therapy
- 研究におけるミッション：基礎医学の知識を臨床の現場に還元し患者の苦しみを減らすこと

## 研究テーマ
- 炎症性乳癌の標的療法の開発, がん微小環境の役割
- EGFR標的療法の感受性予測システムの開発
- 乳がんにおける細胞伝達系標的療法の開発 (MAPK, EGFR,  PEA-15)
- 骨転移の標的療法の開発
- Circulating Tumor CellsおよびcfDNA minimal residual diseaseに対する治療開発
- 固形腫瘍（乳がん）におけるadoptive immunotherapy
- 乳がんにおけるhigh-dose chemotherapy (過去）

## 受賞歴
- Clinical Fellow Research Award, M. D. Anderson Cancer Center, 1995, 1996
- Houston Endowment, Jesse H. Jones Fellowship in Cancer Education, 1996
- Pharmacia and Upjohn, Outstanding Achievement in Cancer Research Award, 1996
- Cancer Research Achievement Award, M. D. Anderson Cancer Center, 1996
- American Association Cancer Research-Glaxo Wellcome Oncology Clinical Research Scholar *Award for Promising Translation or Clinical Research, 1998
- 6th Robert M. Chamberlain Distinguished Mentor Award Nomination (Finalist top 3), MD Anderson, 2008
- Amgen Basic Research Award, 2nd Prize for Mentoring, MDACC, 2011
- Regent’s Outstanding Teaching Award, University of Texas, 2013
- Bradley Stuart Beller Special Merit ASCO Merit Award for Hiroko Masusda, MD, PhD (Mentee), 2013
- Rune for the Cure Foundation. Unknown Hero Award, 2018

## 主な著書
- 『最高の医療をうけるための患者学』講談社＋α新書、2006年: ISBN 4-06-272388-3
- 『一流患者と三流患者』 医者から最高の医療を引き出す心得 　朝日新書、2016年4月13日 ISBN 4-02-273662-3

## エピソード
- 人気テクノポップユニットPerfume の大ファンである。メンバー3人の中では、特に「あ～ちゃん」の熱烈なファン。ミニブログTwitter上の自身のアカウント（@teamoncology）では、がん医療の最新情報などを発信するほか、毎日のようにPerfume に対する熱きメッセージも発信し続けている。あ～ちゃんの夢を追い続けるパッションに共鳴している。もともとテクノが音楽で好きであるみたい。Perfumeのコンサートには、必ず参加するように努力している。[1]
- その熱が高じて、Perfumeを通して医学とヘルスケアを考える楽しい科学雑誌“Journal of Perfume Medicine (JPM)”（「Perfume医学誌」）を2010年5月より刊行。毎号、Perfumeを例にして免疫療法と音楽などについてユニークで楽しい考察が行われている。また、主なライブにほとんど出向いている。
- コンピュータは、筋金入りのMacファン。1984年にAppleが発売した最初のMacintoshを購入。以来、現在（2013年）まで29年間、彼はMacのみを使っている。
- 食べることを楽しみ、食べ物の写真を撮ることが趣味である。以前、アンドリュー・ジブーマンの料理ショーに出演しようとして申し込んだこともある。彼のTwitter（@teamoncology）では、食に関する写真、コメント、情報が英語と日本語でほぼ毎日発信されている。
- 狂信的な車好きである。スピード狂。
- ユナイテッド・ 旧コンチネンタル航空が好きである。
- 2011年五月にTEDx Tokyoで患者が医療を変えること分かりやすく12分で説明して、大好評であった。その時の服装は、Perfumeあ〜ちゃんとおなじT-shirtを着用した。
- 日本語は、かなり不得意である。おかしな表現で多くの人を魅了している。「頭がぐるぐる（困惑している）」「凸凹を記号と信じて、凸凹と読んでいる。」
- AKB48がどのように組織が出来ているかに非常に興味をもっている。2013年、がん啓発運動として、恋するフォーチュンクッキー The University of Texas MD Anderson Cancer Center ＆ JTOP Ver. 作成/ AKB48公式ビデオの認可を受けている。
- 多数のMenteeをもっており、最後までMenteeのキャリア・デベロップメントの成功にかかわりたい義理堅い一面がある。
- かなりの天然という噂もある。